# Giuseppe Manni
Giuseppe Manni (Orte, 12 luglio 1881 – Roma, 4 dicembre 1952) è stato un generale italiano.
Pioniere del volo in Italia, fu Sottocapo di Stato Maggiore della Regia Aeronautica e primo direttore della Rivista Aeronautica.

## Biografia
Nacque a Orte il 12 luglio 1881. Arruolatosi nel Regio Esercito come ufficiale del corpo dei bersaglieri, assegnato al 2º Reggimento partecipò alle operazioni di soccorso alle popolazioni colpite dal terremoto di Messina del 1908 ed in seguito combatté in Libia durante la guerra italo turca, dove conseguì il brevetto di pilota militare.
Il 22 marzo 1915 passò a prestare servizio con il grado di Capitano, presso il Battaglione Dirigibilisti. Dopo l'entrata in guerra dell'Italia, il 24 maggio dello stesso anno, fu comandante di dirigibile  presso l'aeroscalo di Iesi, passando quindi a prestare servizio presso l'Ispettorato sommergibili ed aviazione della Regia Marina. Tra il 15 luglio e il 22 dicembre 1918, con il grado di Maggiore, fu comandante del 3º Gruppo Dirigibili, passando quindi a prestare servizio alla Direzione Sperimentale dell'Aviazione Militare. 
Nel corso del 1923 entrò a far parte della neocostituita Regia Aeronautica, cessando ufficialmente di far parte del Regio Esercito il 1º giugno 1924. Prestò servizio presso il 20º Stormo Ricognizione, e poi nell'Ufficio di Stato Maggiore della Regia Aeronautica. Tra il 21 settembre 1927 e il 15 dicembre  dello stesso anno fu comandante dell'8º Stormo Misto,  e tra il 15 dicembre successivo e il 15 dicembre del 1928 fu comandante del 7º Stormo Bombardamento Terrestre. Tra il 1º ottobre 1929 e il 10 ottobre 1930 fu Capo di Stato Maggiore della 1ª Zona Aerea Territoriale (Z.A.T.), assumendo quindi l'incarico di Capo dell'Ufficio Centrale del Demanio della 3ª Squadra aerea (10 ottobre 1930-28 marzo 1932). Tra il 28 marzo 1932 e il 30 novembre dello stesso anno ricoprì l'incarico di sottocapo dello Stato Maggiore della Regia Aeronautica.
Il 24 novembre 1932 venne posto in Ausiliaria a domanda, ma il 7 dicembre 1936 fu nominato Presidente del neocostituito Comitato tecnico corporativo per le costruzioni aeronautiche, e il 19 marzo 1939 Consigliere Nazionale della Camera dei Fasci e delle Corporazioni, in qualità di membro del Consiglio Nazionale delle Corporazioni.
Si adoperò affinché ad Orte ( VT) venisse assegnata una struttura aeronautica, ed ottenne che venisse costituita quella che attualmente ha la denominazione di Centro Logistico Munizionamento e Armamento dell'Aeronautica Militare
Poco prima dell'entrata in guerra dell'Italia veniva richiamato in servizio per misure militari di carattere eccezionale in data 1º giugno 1940, e destinato allo Stato Maggiore della 3ª Squadra Aerea. Il 6 marzo 1944 si presentò al C.A.R. del Comando Nucleo della 3ª Z.A.T. e fu collocato in congedo definitivo. Si spense a Roma il 4 dicembre 1952.
A partire dal luglio del 1925 fu il primo direttore della “Rivista Aeronautica”, edita dallo Stato Maggiore della Regia Aeronautica, sostituito in seguito dal generale Aurelio Liotta, e in seguito presidente dell'Opera Nazionale Figli degli Aviatori (ONFA).